# 小南灣
小南灣，是台灣新北市林口區的一個地名，位於該區西北部，範圍大致包括下福里東北端除外部分、頂福里。

## 歷史
台灣清治末期至日治前期，小南灣地區為一街庄，稱為「小南灣庄」，隸屬於八里坌堡。該庄輪廓略呈東南－西北走向狹長形，東北與大南灣庄為鄰，東南與南勢埔庄為鄰，西南邊是坑仔庄、坑仔外庄、坑仔口庄，北邊臨海。
1920年（日治大正九年），該庄改制為「小南灣」大字，隸屬於臺北州新莊郡林口庄，大字下有「下福」、「頂福」小字名。戰後林口庄改制為林口鄉，隸屬於臺北縣，大字亦改制為村。2010年12月臺北縣改制為新北市，林口鄉改制為林口區，村改制為里。

## 交通
省道台61線即西部濱海快速公路，經過小南灣地區北端海邊，由此可快速前往臺灣西部沿海各地。縣道106號為本地區重要道路，以境內的下福作為起訖點，往東南可前往泰山、新莊、板橋、中和、新店、深坑、平溪及瑞芳等地。

## 學校
- 興福國小

## 公共設施
- 林口火力發電廠
- 洪福宮

## 運動設施
- 東華高爾夫俱樂部
- 幸福高爾夫俱樂部
- 美麗華高爾夫鄉村俱樂部